# Tour Totem
Tour Totem ist der Name eines Hochhauses im 15. Arrondissement von Paris. Erbaut wurde das Hochhaus zwischen 1976 und 1979 im Stile des Brutalismus. Das Gebäude verfügt über 31 Etagen und misst 100 Meter. Entworfen wurde das Gebäude von den Architekten Michel Andrault und Pierre Parat.
Der Wohnturm verfügt über 207 Wohnungen und ist mit den Métrostationen Charles Michels und Javel – André Citroën an den öffentlichen Nahverkehr im Großraum Paris angebunden.